# 斯納希斯蒂河
斯納希斯蒂河（羅馬化：Snahist）是謝伊姆河左支流，流經烏克蘭北部苏梅州和俄羅斯西部库尔斯克州；河流长度59公里，流水面积共644平方公里。